# Derecho de la competencia

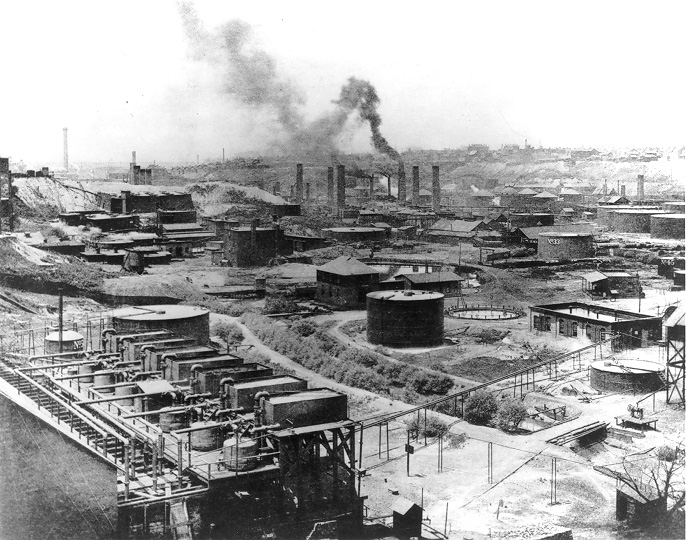
La Standard Oil fue una de las empresas afectadas por el primer desarrollo de las leyes antitrust en los Estados Unidos.

El derecho de la competencia (en inglés Competition Law, conocido en Estados Unidos como Antitrust Law) es la rama del Derecho que se encarga de regular el comercio mediante la prohibición de restricciones ilegales, la fijación de precios y los monopolios. Busca promover la competencia entre las empresas existentes en un mercado y el fomento de la calidad de bienes y servicios al menor precio posible, garantizando una estructura de mercado eficiente. 
El derecho antitrust tiene su origen en el Derecho de los Estados Unidos. El nombre se debe a que esta rama del Derecho fue creada para combatir los trust de comercio. Posteriormente, otros países adoptaron el antitrust en su ordenamiento jurídico utilizando otros términos como leyes de competencia, de libre competencia o antimonopolios. En la actualidad, la mayor parte de los países industrializados y algunos países en desarrollo tiene leyes antitrust.
El objetivo del Derecho de la competencia es promover la "competencia leal" entre las empresas. Ha tenido un efecto importante en las prácticas empresariales y la reestructuración del sector industrial en los países donde se ha adoptado. Basadas en la premisa que el comercio libre beneficia tanto a consumidores, empresas y la economía en general, la ley prohíbe distintos tipos de restricciones comerciales y el abuso de monopolización. 
Desde un punto de vista general, estas restricciones pueden ser de cuatro tipos distintos: acuerdos horizontales entre competidores, acuerdos verticales entre compradores y vendedores, el abuso de una posición dominante (monopolio), y las fusiones. En el caso europeo se prohíben también las ayudas de Estado. 

## Orígenes

### Estados Unidos

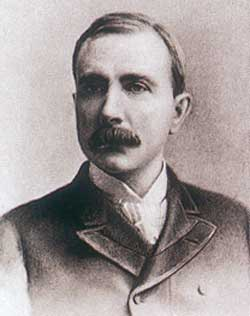
John D. Rockefeller, empresario estadounidense de finales del, fundador de la Standard Oil.

A finales del siglo XIX el capitalismo de los países industrializados era puesto en duda por gran parte de la sociedad. En el caso de EE. UU., la interpretación tradicional considera que las críticas iban dirigidas principalmente a los enormes conglomerados de empresas, los llamados trust (de dónde proviene el nombre antitrust). Debido a que estos conglomerados incluían empresas competidoras, que por formar parte del trust podían fijar y elevar conjuntamente el precio de sus productos, los precios se habrían elevado llevando al descontento y las quejas de consumidores y agrícultores.
Otra interpretación considera que fueron las pequeñas empresas quienes, al no poder competir con los trust por sus bajos precios, presionaron al gobierno para que interviniera. Según esta versión, las pequeñas empresas no habrían podido competir contra las eficiencias derivadas de la producción a gran escala (lo que en la jerga económica se conoce como "economías de escala") y se habrían dirigido al gobierno para pedir protección. A pesar de que es cierto que durante dicha época muchos productos, como por ejemplo la gasolina, sufrieran descensos en los precios de hasta el 80% entre 1860-1903, también lo es que sería difícil probar que dichos descensos no habrían sido aún mayores sin la existencia de los trusts.
Opiniones más moderadas consideran que tanto consumidores como empresas pequeñas presionaron al gobierno de igual forma. En el caso de las empresas pequeñas, éstas alegaban que los trust imponían precios predatorios (precios por debajo de los costes) para eliminarlas y posteriormente subir los precios cuando la competencia hubiese sido eliminada, o incluso impedir la entrada en el mercado de otras empresas, reduciendo así las posibilidades de competir.  
En cualquier caso, en 1890 se estableció la ley Sherman Antitrust (por John Sherman, senador estadounidense que propuso la ley) que se considera el nacimiento del antitrust actual. Posteriormente, el Congreso modificó la ley en repetidas ocasiones durante los cincuenta y así se fueron añadiendo el conjunto de leyes que conforman la actual ley Antitrust.

### Unión Europea
El caso europeo es muy distinto del estadounidense. Algunos autores sostienen que el modelo europeo de antitrust se articuló por la primera vez en Austria a finales del siglo XIX (desde donde se fue implantando al resto de Europa) y nació como rechazo al modelo estadounidense.
En cualquier caso, los países europeos empezaron a interesarse verdaderamente por el antitrust más tarde que en EE. UU., puesto que las empresas europeas eran de menor tamaño y por lo tanto el riesgo de cartelización o abuso era mucho menor. No fue hasta bien entrado el siglo XX que los distintos países empezaron a desarrollar sus propias leyes antitrust. El Tratado de Roma en 1957 supuso la creación de la Comunidad Económica Europea. Fue a partir de entonces cuando se impulsó la integración económica y la creación del Mercado Único. Se comenzó también un proceso de liberalización y privatización de las empresas que aún hoy sigue vigente. Se fue impulsando así las fusiones entre empresas (nacionales o europeas) y por tanto, la aparición de empresas más grandes. Así se fue acrecentando el interés europeo por el antitrust.
En la actualidad, el ejercicio de la Política de la Competencia en la Unión Europea está normado por el Reglamento 1/2003, (que entró en vigor en 2004). Esta establece, en primer lugar, en qué casos corresponde actuar a las autoridades europeas o nacionales. En general, son competencia de las autoridades nacionales los casos que afectan al comercio del Estado Miembro únicamente (siendo este criterio especificado en dicha Regulación) reservándose las autoridades europeas los casos que afectan a más de un Estado Miembro. En segundo lugar, permite que cada Estado miembro mantenga sus propias leyes, siempre y cuando éstas no sean contrarias al Derecho Comunitario Europeo. Este último punto permitiría incentivar la innovación, por ejemplo mediante la creación de nuevas normas que no existieran, de las distintas agencias europeas.

## Teoría económica de la competencia

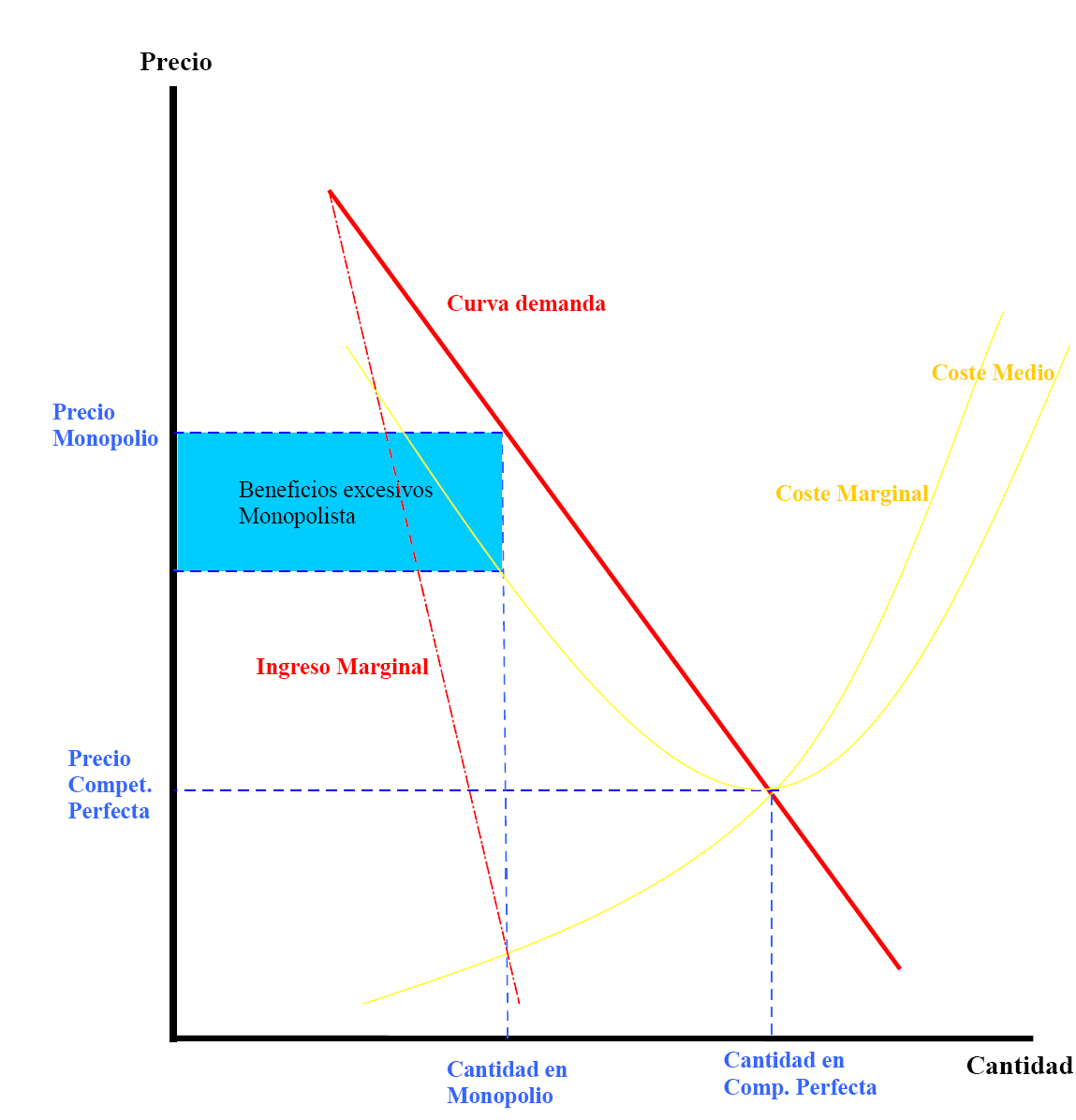
Precio y cantidades de mercado en el caso de un monopolista y en el de competencia perfecta. El caso del oligopolio sería intermedio, con precios y cantidades entre los anteriores.

Competencia se refiere a la lucha por (o el mantenimiento de) la superioridad comercial. En el mundo comercial, esto implica el esfuerzo por conseguir el mayor número posible de clientes. En el Reino Unido, la Competition Commission describe la competencia como "un proceso de rivalidad entre empresas (...) con el objetivo de conseguir clientes".
En general, cuando mayor es la competencia, mayor es la probabilidad de que las empresas sean eficientes (y por tanto, menores sus precios) y mayores sean las variedades o tipos de productos (tanto en cantidad como en calidad). La Economía ha definido, de forma teórica, distintas situaciones o grados de competencia que pueden existir en un mercado. La competencia perfecta es la situación en la que el mercado es lo más competitivo posible: todos los agentes son precio-aceptantes (price takers en inglés) y por lo tanto no tienen ningún poder para influir en sus precios, obteniendo las empresas el mínimo beneficio necesario para poder mantener la producción. Si cualquier empresa obtuviera beneficios en exceso, otra empresa entraría en el mercado hasta que los precios y los beneficios volvieran al nivel anterior.
Siendo el caso de Competencia perfecta prácticamente teórico, la mayoría de mercados están caracterizados por alguna forma de competencia imperfecta. En este caso, el número de empresas en el mercado es inferior al del caso de Competencia perfecta (por ejemplo en el caso del oligopolio, con pocas empresas, o el duopolio, con solo dos empresas). Por este motivo, las empresas en tal situación tienen algún poder sobre la fijación de precios y consiguen obtener beneficios en exceso. La Competencia imperfecta puede deberse también a la existencia de barreras de entrada, impidiendo el incremento del número de competidores (bien sea esto debido a las características intrínsecas del mercado o a alguna intervención estatal que impida la entrada en dicho mercado, por ejemplo mediante una patente). 
La situación de mercado menos competitiva es la del monopolio, en la cual solamente existe una empresa que ofrece un cierto producto sin que los consumidores tengan alternativa (por ejemplo, una empresa que domine entre el 50%-100% del mercado). En este caso, la empresa recibe elevados beneficios puesto que puede fijar el precio con una mayor libertad, es decir, es un fijador de precios. En el caso de que existan pocas empresas en el mercado (oligopolio), existe la posibilidad de que éstas actúen como un monopolio, mediante la colusión en un cártel o mediante el comportamiento paralelo. Aun así, el hecho de que una sola empresa exista en el mercado no implica que dicha empresa goce de poder de mercado (o poder para la fijación de precios) si dicho mercado es un mercado contestable. En un mercado contestable, una empresa solamente puede mantenerse como monopolista si produce de la manera más eficiente posible y/o no obtiene beneficios excesivos. Si la empresa se convirtiese en ineficiente o obtuviese beneficios excesivos, otra empresa entraría en el mercado y lo dominaría.
En conclusión, el grado de competencia existente en un mercado puede variar de manera pronunciada según sus características. Sin la intención de que esta lista sea exhaustiva, se consideran "elementos desfavorecederos de la competencia" los siguientes: 
- La presencia en el mercado de un número reducido de empresas competidoras.
- Cuotas de mercado elevadas para las empresas presentes en el mercado (por ejemplo si aún existiendo muchas empresas, tan solo dos dominasen el 80% de las ventas en el mercado).
- La existencia de barreras de entrada.
- Una reducida elasticidad de la demanda (es decir, una situación en la que un incremento de precios no redujera sustancialmente las ventas de la empresa, convirtiendo dicho incremento en rentable para la empresa y por lo tanto incentivando a la empresa a subir los precios).

## Objetivos del Derecho de la competencia

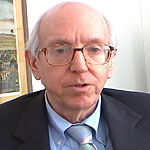
Richard Posner, juez estadounidense influyente en el área del Análisis Económico del Derecho y, en particular, en Derecho de la Competencia.

Desde un punto de vista teórico, el objetivo último del Derecho de la Competencia es la maximización del excedente del consumidor, lo que implica unos precios lo más reducidos posibles para que el consumidor pueda adquirir un mayor número de productos y variedades de estos. Sin embargo, la realidad es más compleja y se han intentado alcanzar otros objetivos mediante la competencia, produciéndose que en ocasiones la ley haya intentado alcanzar objetivos contrarios.
Sin intención de que la siguiente lista sea exhaustiva, se pueden citar los siguientes objetivos:
- Derecho del consumo.
- Redistribución.
- Protección de los competidores.
- Protección de los proveedores.
- Mercado único (en el caso de la Unión Europea).

### Protección del consumidor
A pesar de que existe un consenso más o menos generalizado en cuanto a que el principal objetivo del Derecho de la Competencia debe ser la maximización del bienestar del consumidor, no existe tal consenso en cuanto a la forma o los medios con los que conseguir tales objetivos. En opinión de muchos abogados y economistas, dicho bienestar del consumidor debe de ser alcanzado mediante la protección del proceso competitivo y no mediante la protección del consumidor en sí. Un ejemplo típico es el de la jurisprudencia en materia de precios excesivos: durante muchos años se intentó utilizar las leyes de competencia para acusar a las empresas de fijar precios demasiado altos. 
El problema con la utilización del Derecho de la Competencia para asumir un control directo de los precios de las empresas es que en muchas ocasiones el regulador está en una mala posición para poder determinar cual sería el precio en un mercado competitivo. Sin ir más lejos, se necesitaría conocer las curvas de costes de las empresas, la demanda en el mercado y demás aspectos cuyo cálculo es altamente complicado. De hecho, al fijar un precio, el regulador puede terminar provocando mayores distorsiones que las que intenta paliar. 

### Redistribución
En ocasiones se han perseguido objetivos que tienen más que ver con la promoción de una economía equitativa que con la de una economía eficiente. Por ejemplo, mediante el intento de reducir la acumulación de recursos en grandes empresas y conglomerados, por ser considerado esto como una amenaza a la democracia misma.

### Protección de los competidores
Esta visión considera que la competencia debe aplicarse de tal forma que proteja a los competidores pequeños de los rivales más fuertes, viendo este objetivo como intrínseco a la protección del proceso competitivo. El problema de esta forma de ver la competencia es que mediante la protección del más pequeño se puede estar premiando a la empresa ineficiente y castigando a la eficiente, puesto que si la última es capaz de fijar precios menores que eliminen a sus competidores más pequeños, esto será seguramente debido a que tiene unos menores costes o márgenes precio-coste.

### Mercado Único: el caso europeo
En el caso europeo, la Política de la competencia ha jugado un papel muy importante en la consecución del llamado Mercado Único, es decir, en la integración económica de los distintos mercados de los Estados miembros mediante, por ejemplo, el crecimiento del comercio intraeuropeo, el incremento de empresas de carácter europeo (y no únicamente nacional), la convergencia en los Derechos de Propiedad Intelectual, etc.
Como ejemplo, en 2002 en el caso Nintendo la Comisión Europea impuso una multa de 167.8 millones de euros a Nintendo por haber impedido exportaciones de videoconsolas desde el Reino Unido hacia Alemania y Holanda. El objetivo de las empresas que utilizan estas estrategias es la de segmentar cada mercado nacional para así poder imponer distintos precios en distintos países. Si por ejemplo en el Reino Unido una videoconsola se vende más barata que en Alemania, entonces el productor prohíbe que sus distribuidores puedan exportarlas a dicho país o incluso las vendan a exportadores. Así la empresa se asegura el poder imponer el mayor precio permitido por la elasticidad de la demanda en cada país (en este caso es de suponer que la elasticidad sería más elevada en el Reino Unido que en Alemania, puesto que en el primero los precios eran más bajos). 
Este tipo de comportamiento ha sido perseguido por la Comisión, y prohibido por el Tribunal Europeo de Justícia en muchas ocasiones, en aras de la consolidación del Mercado Único Europeo, pasando a formar parte esta jurisprudencia de la doctrina conocida como comercio paralelo. Según esta, se permite que comerciantes exporten o importen bienes provenientes de otros países con el objetivo de aprovecharse de las diferencias en los precios (que en ocasiones permiten cuantiosos beneficios). Así se presiona a las empresas para que tengan una única política de precios a escala europea, siendo la convergencia en los precios el objetivo último del Mercado Único.

## Instituciones europeas encargadas del Derecho de la competencia
Las principales instituciones encargadas de la aplicación y revisión de las normas sobre competencia en la Unión Europea son:
- La Comisión Europea.
- El Tribunal de Justicia de la Unión Europea(TJUE); Tribunal General (primera instancia) y el Tribunal de Justicia (última instancia).

### Comisión Europea
La Comisión Europea es el poder ejecutivo de la UE. Tiene además el iniciativa legislativa exclusiva en materia de competencia, es decir, es la única con la atribución para proponer una normativa en esta área (que posteriormente debe ser aprobada por el Parlamento y el Consejo). 
Además, es la encargada de asegurarse de que las normas se cumplan y, en el caso de las normas de competencia, esto implica controlar que el comportamiento de las empresas no infrinja las leyes. En el caso de considerar que sí las infrinjan, es la única con potestad para llevar ante los tribunales a las empresas acusadas. 
Cabe destacar también que en materia de fusiones es la encargada de admitirlas o prohibirlas (con la posibilidad de recurrir sobre dicha decisión ante los tribunales).

### Tribunal General y el Tribunal de Justicia
El Tribunal General (TG) fue creado en 1989 —Tribunal de Primera Instancia (TPI)— para aligerar el trabajo del Tribunal de Justicia (TJ). Al igual que el TJ, el TG puede revocar las decisiones de la Comisión, con la posibilidad de un último recurso ante el TJ, última instancia al que se puede recurrir una decisión de la Comisión en materia de competencia. En 2009 con el Tratado de Lisboa el TPI se convirtió en el Tribunal General (TG) y se integró junto al Tribunal de Justicia (TJ) en la institución "Tribunal de Justicia de la Unión Europea" (TJUE).

## Derecho Europeo de la Competencia

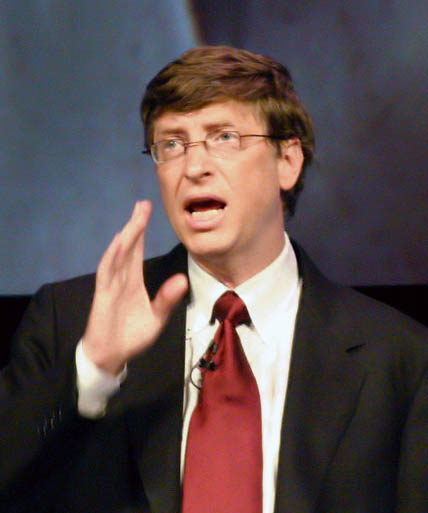
Bill Gates, cofundador de la empresa Microsoft, la que recibió la mayor multa impuesta por las autoridades europeas de la competencia (899 millones de euros en 2006), hasta que fue superada por los 1060 millones de euros impuestos a Intel en 2009.

El Derecho Europeo de la Competencia se puede subdividir en los siguientes bloques, que corresponden a distintos artículos del Tratado de Roma y al Reglamento Europeo de Fusiones (European Merger Regulation):
- Reglamento (CE) n.º 1/2003 del Consejo: define en qué situaciones y de qué forma debe aplicarse el Derecho de la competencia.
- Artículo 101 TFUE: prohibiendo la cartelización.
- Artículo 102 TFUE: prohibiendo el abuso de una posición dominante.
- Artículo 106 TFUE: prohibiendo las ayudas de Estado.
- Regulación Europea de Fusiones: regulan la notificación y la admisión o prohibición de las fusiones y adquisiciones a nivel europeo.

## Reglamento (CE) n.º 1/2003 del Consejo
El Reglamento (CE) n.º 1/2003 del Consejo establece el marco en el que se debe aplicar el Derecho de la competencia, en particular, los artículos 81 y 82, en el conjunto de miembros de la UE. 
En primer lugar, el Reglamento (CE) n.º 1/2003 del Consejo se refiere a su cometido de crear una "red de autoridades nacionales" que cooperen en la aplicación del Derecho de la competencia a nivel europeo:

§15:
Conviene que la Comisión y las autoridades de competencia de los Estados miembros formen
conjuntamente una red de autoridades públicas que apliquen las normas de competencia comunitarias
en estrecha cooperación. A tal efecto, es necesario crear mecanismos de información y de consulta. La Comisión, en estrecha cooperación con los Estados miembros, establecerá y revisará los pormenores adicionales de la cooperación en la red.

El Reglamento (CE) n.º 1/2003 del Consejo distingue también que la carga de prueba sobre la infracción recae sobre la parte privada o administración que la alege y que corresponde a la empresa acusada de probar que existen eficiencias en el sentido del Artículo 81.3:

Artículo 2:
En todos los procedimientos nacionales y comunitarios de aplicación de los artículos 81 y 82 del Tratado,
la carga de la prueba de una infracción del apartado 1 del artículo 81 o del artículo 82 del Tratado recaerá
sobre la parte o la autoridad que la alegue. La empresa o asociación de empresas que invoque el amparo de las disposiciones del apartado 3 del artículo 81 del Tratado deberá aportar la prueba de que se cumplen las condiciones previstas en dicho apartado.

Se establece también que el Derecho nacional no podrá ser contrario a lo establecido en el Tratado, es decir, que las normas nacionales no podrán ser contrarias a las europeas, pero sí que podrán ir más allá de éstas, es decir, ser más restrictivas que las anteriores:

Artículo 3.2:
La aplicación del Derecho nacional de la competencia no podrá resultar en la prohibición de
acuerdos, decisiones o asociaciones de empresas o prácticas concertadas y que puedan afectar al comercio
entre los Estados miembros pero no restrinjan la competencia en el sentido del apartado 1 del artículo 81 del Tratado, o que reúnan las condiciones del apartado 3 del artículo 81 del Tratado o que estén cubiertos por un reglamento de aplicación del apartado 3 del artículo 81 del Tratado. Lo dispuesto en el presente Reglamento no impedirá a los Estados miembros adoptar y aplicar en sus respectivos territorios legislaciones nacionales más estrictas en virtud de las cuales se prohíban o penalicen con sanciones determinados comportamientos que las empresas adopten de forma unilateral.

Además de estas disposiciones, el Reglamento (CE) n.º 1/2003 del Consejo se refiere a las formas de relación entre la Comisión Europea y las administraciones nacionales. En este sentido, se establece que las decisiones nacionales no deben ser contrarias a las decisiones de la Comisión 

Artículo 16:
1. Cuando los órganos jurisdiccionales nacionales se pronuncien sobre acuerdos, decisiones o prácticas en virtud de los artículos 81 u 82 del Tratado ya haya sido objeto de una decisión de la Comisión, no podrán adoptar resoluciones incompatibles con la decisión adoptada por la Comisión. Deberán evitar asimismo adoptar decisiones susceptibles de entrar en conflicto con una decisión prevista por la Comisión en procedimientos que ya haya incoado. A tal fin, corresponde a los órganos jurisdiccionales nacionales apreciar si procede suspender su procedimiento. Esta obligación se entenderá sin perjuicio de los derechos y obligaciones que establece el artículo 234 del Tratado.

2. Cuando las autoridades de competencia de los Estados miembros decidan acerca de acuerdos, decisiones o prácticas en virtud de los artículos 81 u 82 del Tratado que ya hayan sido objeto de una decisión de la Comisión, no podrán adoptar decisiones incompatibles con la decisión adoptada por la Comisión.

Se establecen también los distintos "poderes de investigación" de las distintas cinscunscripciones, así como la posibilidad de exenciones, en referencia a las llamadas Exenciones en Bloque (Block Exemption Regulation): exenciones de las normas del Tratado para acuerdos particulares.

### Artículo 101 del TFUE
El artículo 81 del Tratado de Roma prohíbe los acuerdos y prácticas concertadas que pueden afectar al comercio entre Estados miembros y que tengan por objeto o efecto impedir o restringir la competencia (substantial leasening of competition).
El Artículo 81 está formulado en estas palabras:

Artículo 81 del Tratado de Roma

1. Serán incompatibles con el mercado común y quedarán prohibidos todos los acuerdos entre empresas, las decisiones de asociaciones de empresas y las prácticas concertadas que puedan afectar al comercio entre los Estados miembros y que tengan por objeto o efecto impedir, restringir o falsear el juego de la competencia dentro del mercado común y, en particular, los que consistan en:

a) fijar directa o indirectamente los precios de compra o de venta u otras condiciones de transacción;

b) limitar o controlar la producción, el mercado, el desarrollo técnico o las inversiones;

c) repartirse los mercados o las fuentes de abastecimiento;

d) aplicar a terceros contratantes condiciones desiguales para prestaciones equivalentes, que ocasionen a éstos una desventaja competitiva;

e) subordinar la celebración de contratos a la aceptación, por los otros contratantes, de prestaciones suplementarias que, por su naturaleza o según los usos mercantiles, no guarden relación alguna con el objeto de dichos contratos.

2. Los acuerdos o decisiones prohibidos por el presente artículo serán nulos de pleno derecho.

3. No obstante, las disposiciones del apartado 1 podrán ser declaradas inaplicables a (excepciones de aplicación)):

- cualquier acuerdo o categoría de acuerdos entre empresas,

- cualquier decisión o categoría de decisiones de asociaciones de empresas,

- cualquier práctica concertada o categoría de prácticas concertadas,

que contribuyan a mejorar la producción o la distribución de los productos o a fomentar el progreso técnico o económico, y reserven al mismo tiempo a los usuarios una participación equitativa en el beneficio resultante, y sin que:

a) impongan a las empresas interesadas restricciones que no sean indispensables para alcanzar tales objetivos;

b) ofrezcan a dichas empresas la posibilidad de eliminar la competencia respecto de una parte sustancial de los productos de que se trate.

#### Noción de acuerdo y práctica concertada
El artículo 81 prohíbe explícitamente los acuerdos y prácticas concertadas. Los "acuerdos" pueden tomar la forma de un "contrato común" por escrito o bien pueden ser acuerdos entre caballeros (consensuales, informales, no escritos). Las "prácticas concertadas" provienen del concepto de conspiración, es decir, de una tentativa de comportarse de manera concertada. En este caso, dichas prácticas pueden no tomar la forma de un "contrato común" y por lo tanto, se pueden deducir del comportamiento de la empresa (sin que exista una prueba material o por escrito de una reunión entre empresas o que demuestre la concertación de un determinado comportamiento).

#### Noción de comercio entre Estados miembros
Así pues, se prohíben los distintos acuerdos o prácticas concertadas que puedan afectar al comercio entre Estados miembros (EM). La noción de comercio 'entre Estados Miembros debe entenderse de forma amplia, puesto que en ocasiones se han prohibido acuerdos entre empresas sin producción en la UE, considerándose que aun así se podía afectar al comercio entre EM. Es más, en el caso Webb-Pomerene se aplicó la normativa europea a un cártel estadounidense sin producción en la UE y que había sido exento por las autoridades estadounidenses.

#### Leniency: la política de indulgencia
La política de indulgencia (leniency) consiste en recompensar a aquellas empresas que formando parte de un cártel informen a la Comisión de la existencia de éste. La idea de recompensar la delación comenzó ya en 1996 pero no se empezó a aplicar hasta el 2002.
La Commission Notice sobre Inmunidad frente a multas establece que se le garantizará inmunidad a toda empresa que colabore con la Comisión en el descubrimiento de un cártel:

Apartado II.A, §8:
The Commission will grant immunity from any fine which would otherwise have
been imposed to an undertaking disclosing its participation in an alleged cartel
affecting the Community if that undertaking is the first to submit information and
evidence which in the Commission’s view will enable it to:

(a) carry out a targeted inspection in connection with the alleged cartel; or

(b) find an infringement of Article 81 EC in connection with the alleged
cartel.

El mecanismo es muy sencillo: la primera empresa a confesar el crimen puede recibir inmunidad completa, es decir, que no se le aplicará ninguna multa como consecuencia de su participación en el cártel si confiesa su existencia. La colaboración con la Comisión también se gratifica con reducciones en las multas, el sistema es el siguiente:
- Primera empresa en denunciar el cártel: inmunidad.
- Si la empresa no es la primera en denunciar el cártel: reducción del 50% en la multa.
- Si la empresa coopera con la Comisión, reconociendo su culpabilidad: reducción del 10% en la multa.
- Si, una vez abierta la investigación, se dan informaciones suplementarias: reducción de entre el 20%-30% en la multa.

Esta política ha sido de gran éxito puesto que ha fomentado en gran medida la denunciación de tales acuerdos, hasta tal punto que en la actualidad la mayoría de investigaciones sobre cárteles se deben a colaboraciones a través de la indulgencia.

## Autoridades en materia de competencia

### International Competition Network
Existe un importante debate en la actualidad acerca de si debiera existir a una organización internacional que gestionara la aplicación y compatibilidad de las normas de competencia a nivel mundial. Los argumentos a favor son numerosos puesto que en muchas ocasiones las empresas a las que se aplican las normas antitrust tienen un carácter internacional, es más, en ocasiones las autoridades nacionales aplican las leyes con menor dureza cuando están tratando con una empresa nacional que en el caso de que esta sea extranjera, lo cual ha generado discusiones importantes entre las diversas administraciones. También existen argumentos en contra, por ejemplo, parece lógico que cada país tenga la posibilidad de legislar de manera diferente, especialmente en un sector como el de la competencia, donde existen opiniones divergentes entre economistas o abogados. 
En cualquier caso, la idea de crear una organización internacional en este sector fue propuesta por el International Competition Policy Advisory Committee (ICPAC), un grupo formado en 1997 por el entonces fiscal general de los Estados Unidos Janet Reno y el fiscal Joel Klein. El ICPAC tenía como objetivo analizar la competencia internacional en el contexto de la globalización económica, en particular, temas como el análisis multi-jurisdiccional de las fusiones y adquisiciones, los lazos entre competencia y comercio internacional, y el camino a seguir en la cooperación entre las administraciones antitrust. 
En esta línea, la International Bar Association organizó una reunión de más de 40 profesionales internacionales del mundo de la competencia en Ditchley Park (Inglaterra) en febrero del 2001 para discutir la posibilidad de crear una red internacional de la competencia. Estas reuniones dieron como resultado que, en octubre del 2001, catorce jurisdicciones lanzaran la International Competition Network (ICN).
La ICN provee a los distintos países un lugar de reunión para los profesionales de la competencia, con el objetivo de mantener contactos regulares y abordar cuestiones prácticas en materia de competencia. Así pues, se intenta mejorar la cooperación internacional para conseguir una mayor convergencia en las leyes.
La ICN es la única organización de carácter internacional en materia de antitrust. La afiliación es voluntaria y abierta a cualquier administración nacional encargada de la competencia. La mayoría de los miembros trabajan conjuntamente mediante Internet, teléfono, fax o videoconferencia. A pesar de que se pueda alcanzar el consenso en cuanto a prácticas recomendables, se deja en manos de cada administración la posibilidad de atenerse a ellas o desviarse de estas. Así pues, la ICN intenta definir códigos de conducta pero carece de un poder ejecutivo real.

### Asia y Oceanía
- Australia: Australian Competition and Consumer Commission.
- Israel: Anti-trust Authority.
- Japón: Fair Trade Commission .
- Nueva Zelanda: Commerce Commission.

### América
- Argentina: Comisión Nacional de Defensa de la Competencia.
- Bolivia: Autoridad de Fiscalización de Empresas (AEMP).
- Brasil: Conselho Administrativo de Defesa Econômica (CADE).
- Canadá: Competition Bureau.
- Chile: Tribunal de Defensa de la Libre Competencia.
- Estados Unidos: Federal Trade Comission, Departamento de Justicia.
- México: Comisión Federal de Competencia Económica.
- Perú: Instituto Nacional de Defensa de la Competencia y de la Protección de la Propiedad Intelectual.
- Uruguay: Comisión de Promoción y Defensa de la Competencia.
- Venezuela: Superintendencia Antimonopolio Archivado el 9 de agosto de 2018 en Wayback Machine. .
- Colombia: Superintendencia de Industria y Comercio Archivado el 22 de abril de 2018 en Wayback Machine..
- El Salvador: Superintendencia de Competencia de El Salvador.
- Ecuador: Superintendencia de Control del Poder de Mercado.

### Europa
- Comisión Europea: Dirección General de la Competencia.
- Tribunal de Justícia de la UE
- Alemania:Bundeskartellamt.
- Austria: Bundeswettbewerbsbehörde.
- Bélgica: Ministère des Affaires économiques.
- Dinamarca: Konkurrencestyrelsen.
- España: Comisión Nacional de Mercados y de la Competencia (CNC), que desde la entrada en vigor Ley 15/2007 3 de julio de Defensa de la Competencia integra a los antiguos Servicio y Tribunal de Defensa de la Competencia.[18]
- Finlandia: Kilpailuvirasto.
- Francia: Conseil de la Concurrence (Autorité de la concurrence desde 2009).
- Holanda: Nederlandse Mededingingsautoriteit (NMa).
- Irlanda: Competition Authority.
- Italia: Autorità Garante della Concorrenza e del Mercato.
- Reino Unido: Office of Fair Trading.
- Suecia: Konkurrensverket.

## Regulaciones

### República Argentina
- Ley 27.442: Ley de Defensa de la Competencia.

### Estados Unidos de América
- La Ley Sherman Antitrust (en inglés, Sherman Antitrust Act), publicada el 2 de julio de 1890, fue la primera medida del Gobierno federal estadounidense para limitar los monopolios.

- La Ley Clayton Antitrust (en inglés, Clayton Antitrust Act) de 1914 (también conocido como Clayton Act), fue creada para remediar las deficiencias en la ley antimonopolios creada bajo la Ley Sherman Antitrust de 1890.

### Estados Unidos Mexicanos
- La Ley Federal de Competencia Económica, publicada el 23 de mayo de 2014, sustituyendo a la antigua ley de 1993.

### Unión Europea
- Regulación 1/2003: Sobre la implementación en la UE de las leyes de competencia.
- Regulación 139/2004 Archivado el 4 de mayo de 2009 en Wayback Machine.: Sobre las fusiones y adquisiciones en la UE.
- Distintas legislaciones en materia de Ayudas de Estado, y las Block Exemption Regulations en esta materia.
- Block Exemption Regulations para el artículo 81.

así es.

## Otras lecturas de interés
- Bishop, S. and Walker, M. (1999): Economics of E.C. Competition Law: Concepts, Applications and Measurement. Editores: Sweet and Maxwell.
- De León, I. (2009): An Institutional Analysis of Competition Policy, Editores: Kluwer Law International.
- Korah, V. (2006): Cases and Materials on EC Competition law. Editores: Hart Publishing.
- Korah, V. (2000): An Introductory Guide to Ec Competition Law and Practice. Editores: Hart Publishing Limited.
- Ortiz Blanco, L.; Maíllo González-Orús, J.; Ibáñez Colomo, P. y Lamadrid de Pablo, A. (2008): Manual de Derecho de la Competencia. Editores: Tecnos.
- Signes de Mesa, J. I., Fernández Torres, I. y Fuentes Naharro, M.(2013): Derecho de la competencia. Editores: Civitas.
- Tirole, J. (1988): The Theory of Industrial Organisation. Editores: The MIT Press.
- Whish, R. (2003): Competition Law. 5a Edición. Editores: Lexis Nexis.
- Roldán Xopa, J. y Mena Labarthe, C. (2007): "Competencia Económica, Estudios de Derecho, Economía y Política". Editorial Porrúa, México.
- García Sais, Fernando. (2013): "La transversalidad entre competencia económica y consumidores". Revista El Mundo del Abogado, julio de 2013, México.